# Playa

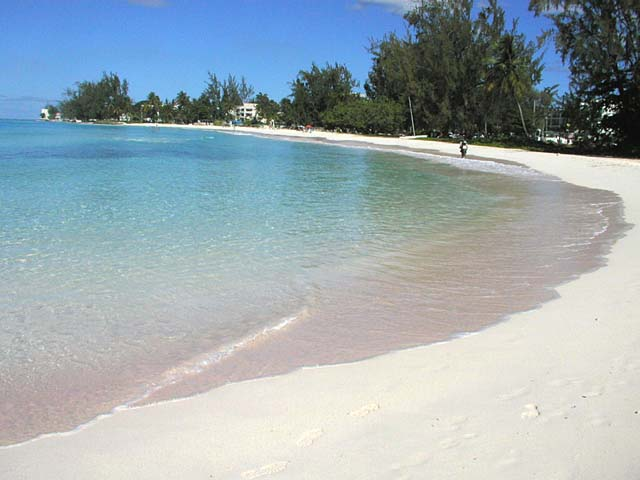
Playa en Barbados.

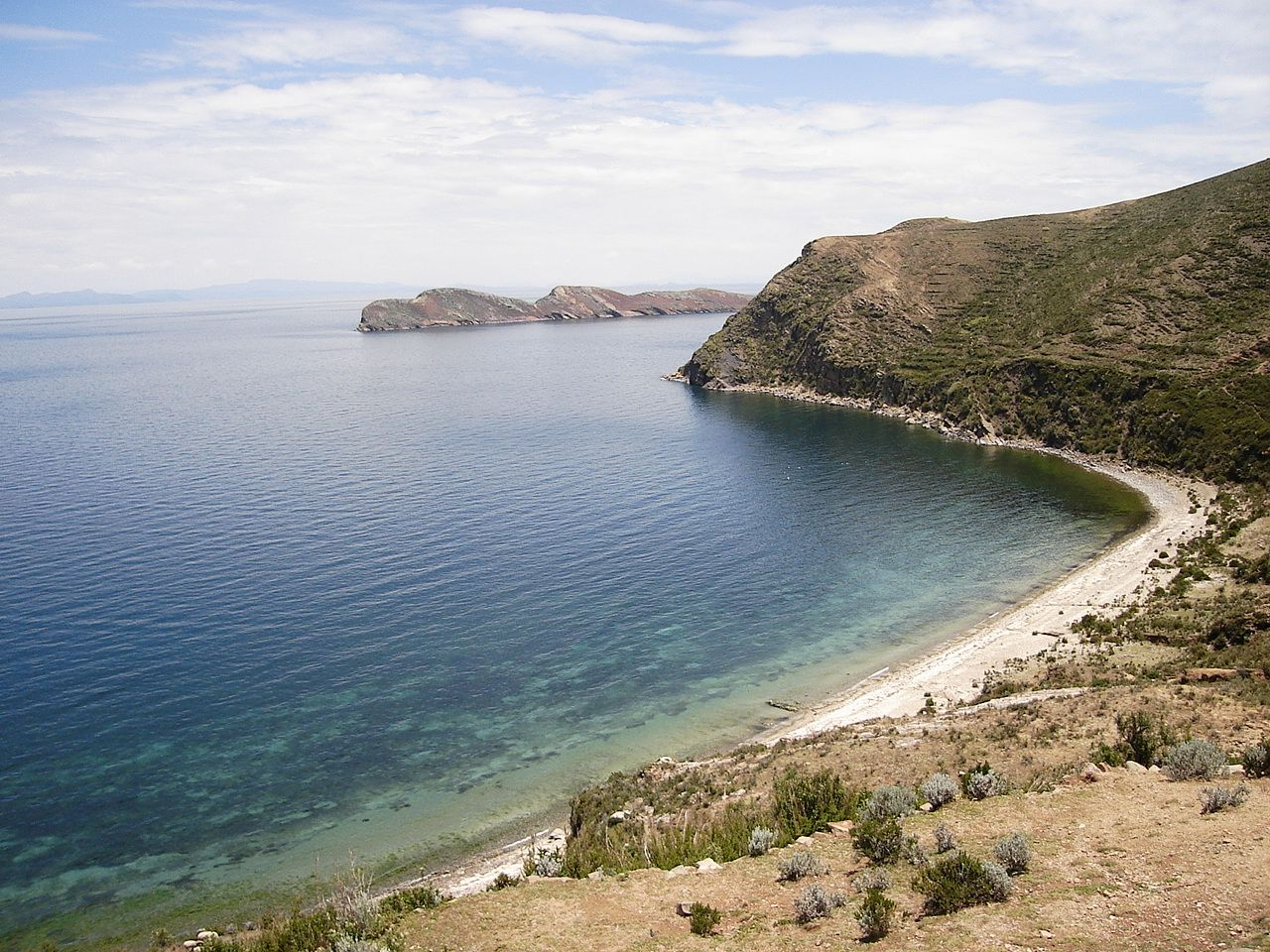
Playa en la Isla del Sol, Bolivia.

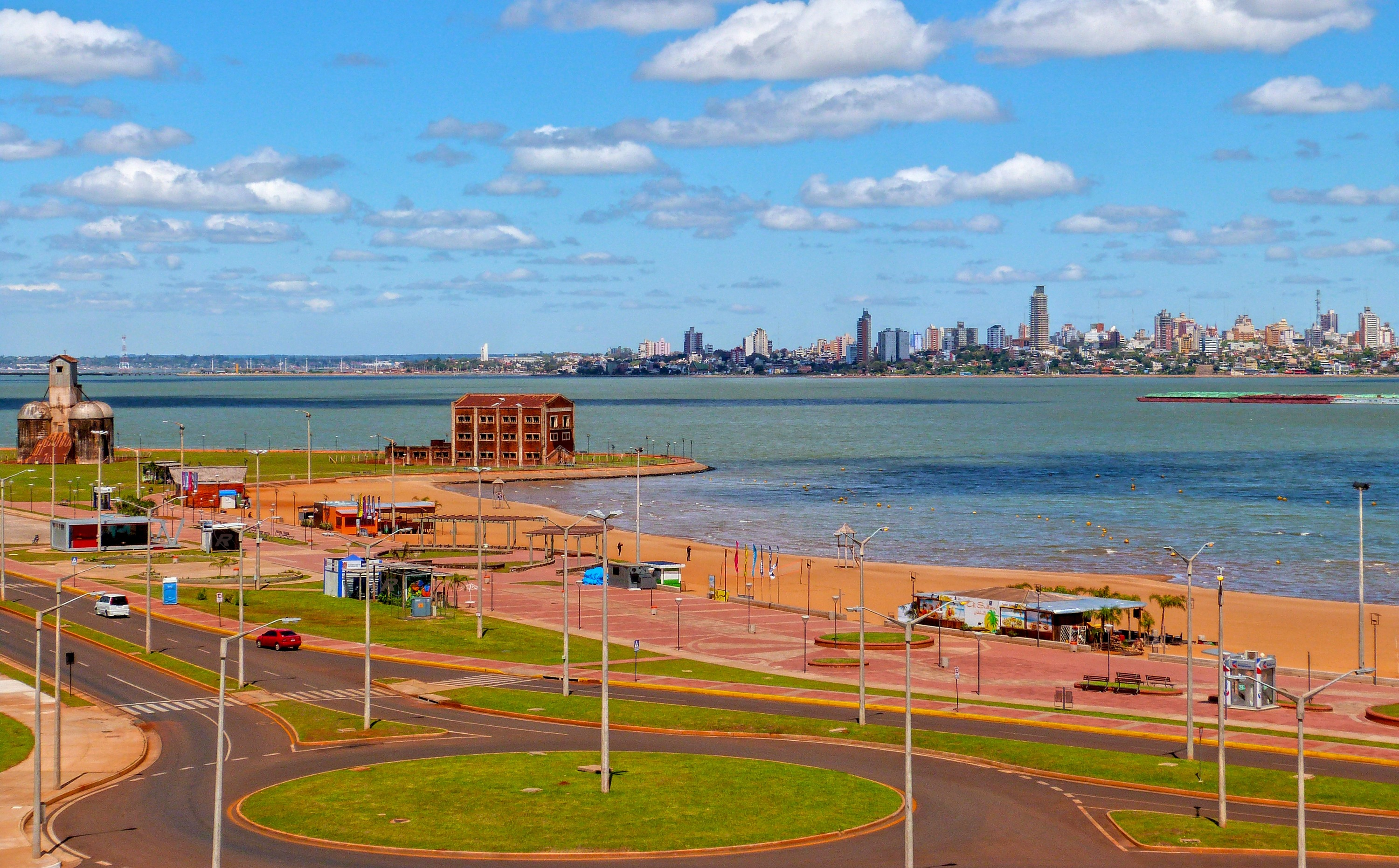
Playa en Encarnación, Paraguay.

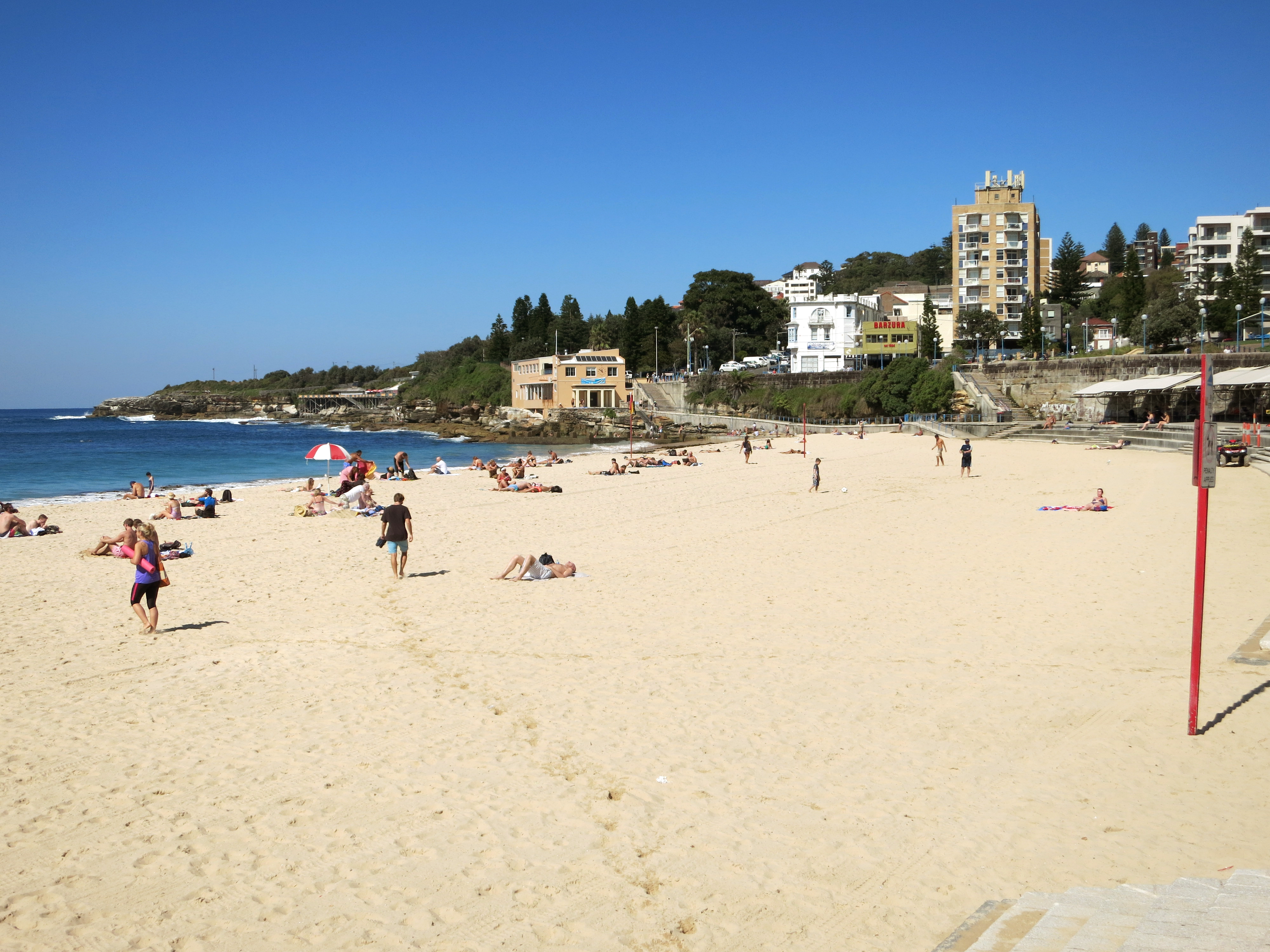
Playa de Coogee en Sídney, Australia.

Una playa es un accidente geográfico junto a una masa de agua que consta de partículas sueltas. Las partículas que componen una playa suelen estar hechas de roca, como arena, grava, guijarros, etc., o de fuentes biológicas, como conchas de moluscos o algas coralinas. Los sedimentos se depositan en diferentes densidades y estructuras, dependiendo de la acción del oleaje local y el clima, creando diferentes texturas, colores y gradientes o capas de material.
Todas las playas se encuentran en áreas costeras donde la acción de las olas o de las corrientes marinas deposita y repasa los sedimentos. La erosión costera y el cambio de las geologías de las playas se producen a través de procesos naturales, como la acción de las olas y los fenómenos meteorológicos extremos. Donde las condiciones del viento son adecuadas, las playas pueden estar respaldadas por dunas costeras que ofrecen protección y regeneración para la playa. Sin embargo, estas fuerzas naturales se han vuelto más extremas debido al cambio climático, alterando permanentemente las playas a un ritmo muy rápido. Algunas estimaciones predicen que hasta el 50 por ciento de las playas arenosas de la tierra desaparecerán para el 2100 debido al aumento del nivel del mar impulsado por el cambio climático.
Las playas de arena ocupan alrededor de un tercio de las costas del mundo. Estas playas son populares para la recreación, desempeñando importantes funciones sociales, económicas y culturales, a menudo impulsando las industrias turísticas locales. Para apoyar estos usos, algunas playas cuentan con infraestructuras artificiales, como puestos de salvavidas, vestuarios, duchas, chozas y bares. También pueden tener lugares de hospitalidad cercanos (como resorts, campamentos, hoteles y restaurantes) o viviendas, tanto para residentes permanentes como de temporada.
Las playas a nivel mundial sufren impactos directos e indirectos de la acción humana. Los impactos directos incluyen malas prácticas de construcción en dunas y costas, mientras que los impactos humanos indirectos incluyen contaminación del agua, contaminación plástica y erosión costera por el aumento del nivel del mar, el cambio climático y malas prácticas de construcción costera. Algunas prácticas de gestión costera están diseñadas para preservar o restaurar los procesos naturales de las playas, mientras que algunas playas se restauran activamente a través de prácticas como la nutrición de las playas.

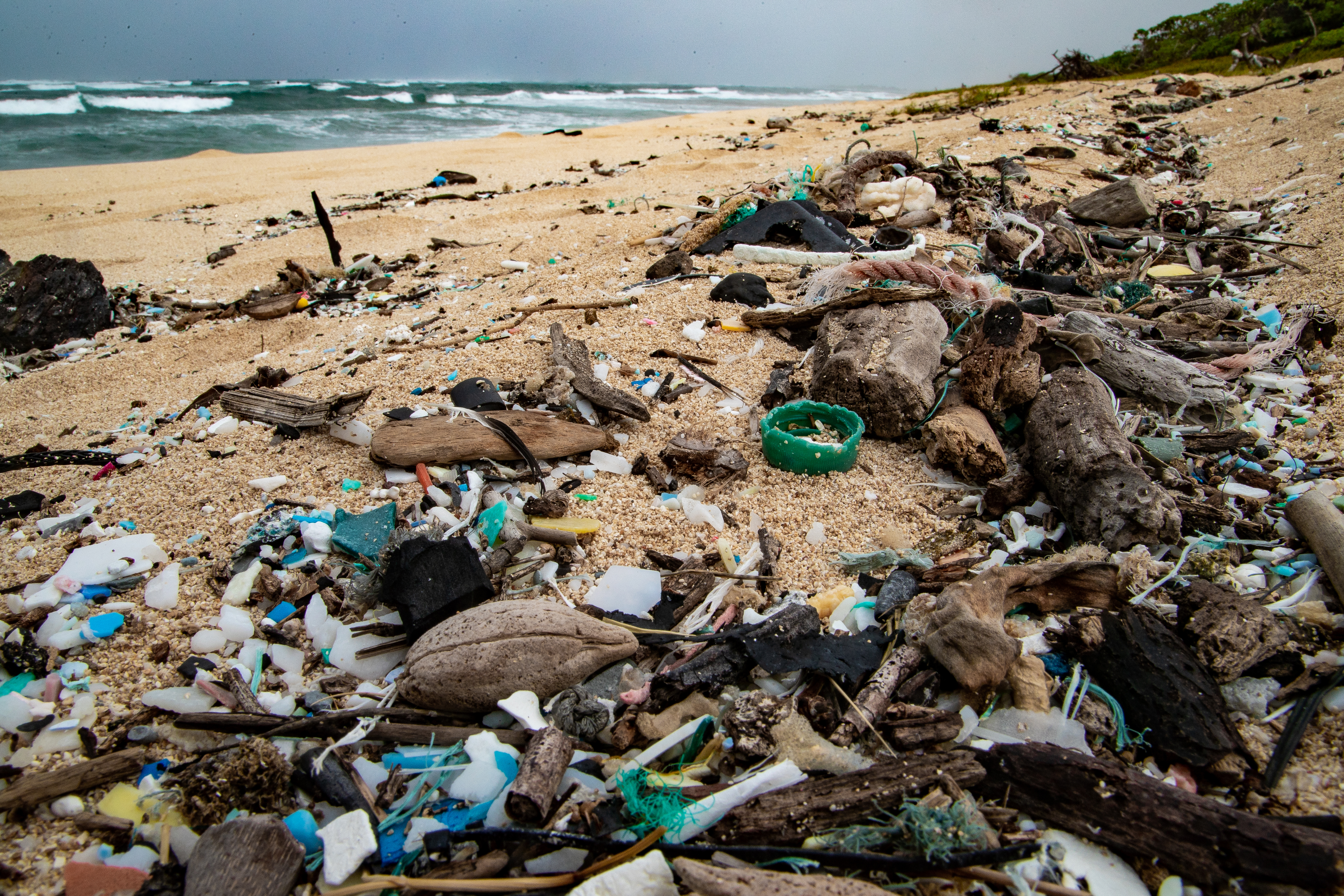
Desechos marinos en una playa de Hawái.

Las playas salvajes, también conocidas como playas prístinas, playas sin desarrollar o sin descubrir, son playas que no se desarrollan para el turismo o la recreación. Estas playas preservadas son ecosistemas que cumplen funciones importantes para mantener la biodiversidad acuática o marina, como lugares de reproducción de tortugas marinas o áreas de anidación de aves marinas o pingüinos. Las playas preservadas y sus dunas asociadas son importantes para la protección contra el clima extremo para los ecosistemas del interior y la infraestructura humana.

## Tipos de sedimentos

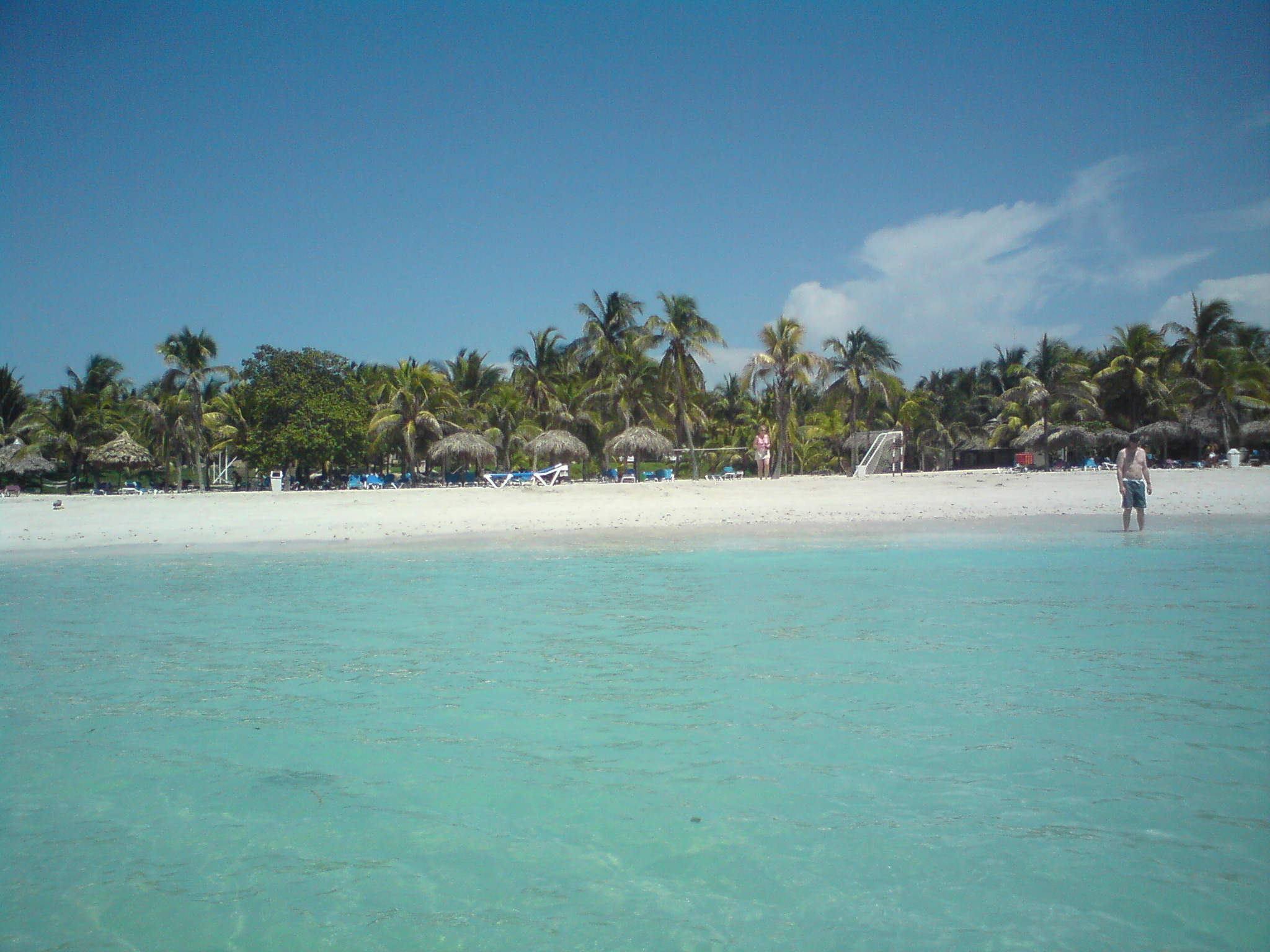
Playa de Varadero en Cuba.

Los sedimentos en las playas pueden variar en composición dependiendo de las fuentes que alimentan la playa. Estos sedimentos pueden ser litogénicos o terrígenos, biogénicos o mixtos.
Los sedimentos terrígenos provienen de la corteza terrestre. Muchos de ellos son silicatos (tanto claros como oscuros), micas o minerales oscuros, sobre todo hierro y magnesio. Estos se transportan por los ríos desde tierra adentro hasta la costa, por lo cual se debería encontrar playas más terrígenas cerca de las desembocaduras de los ríos.
Los sedimentos biogénicos, en cambio, provienen del océano o del mar y se forman con los restos de las partes duras de carbonato de calcio de los organismos marinos. A diferencia de los terrígenos, los sedimentos biogénicos se producen in situ, lo que significa que no viajan grandes distancias. La gran mayoría se produce cerca de la playa a la cual alimentan.
Finalmente, las playas con sedimentos mixtos cuentan con dos fuentes alternas o simultáneas de sedimentos: sedimentos terrígenos que provienen del río y sedimentos que provienen de los organismos marinos (biogénicos) que habitan el área.

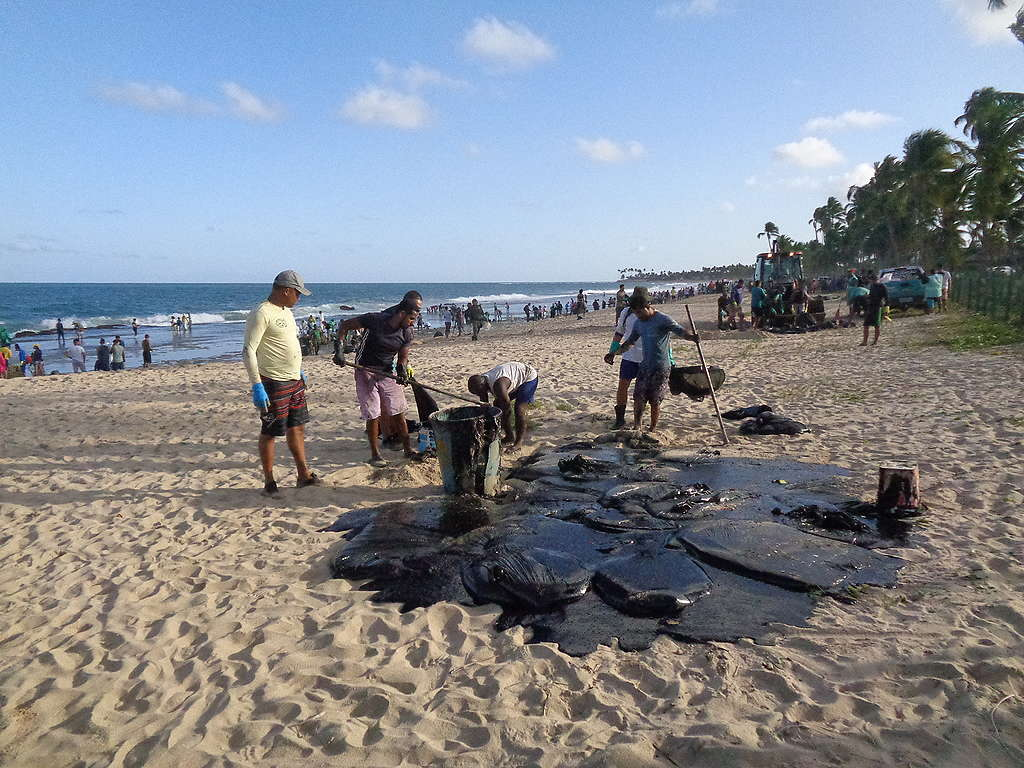
Los derrames de petróleo afectan a las playas, sus ecosistemas y las personas que dependen de ellos. En la foto, voluntarios limpian petróleo en las playas afectadas por el derrame ocurrido en 2019 en el nordeste de Brasil.

## Pendiente y forma
La pendiente de la playa es moldeada por la acción del oleaje, siendo este el principal agente de cambio en la forma de la playa, pero no el único (pueden serlo también el viento, el ser humano, etc.).
Cuando una playa tiene una pendiente inclinada está cerca de tener un perfil reflejante, a veces llamado perfil de verano. La acumulación de sedimentos se ve tanto en la cara de la playa, como en la parte de atrás de la misma y da paso a la formación de bermas. El perfil de invierno o perfil disipado, se caracteriza por una pendiente suave o casi plana. La gran mayoría de los sedimentos se transportan hacia la playa submarina formando la fosa y la barra. Sin embargo, estos perfiles no se corresponden necesariamente con las estaciones del año.
El grado de pendiente de las playas suele ir en correspondencia con la granulometría de su arena, y en promedio va desde 1° en las arenas muy finas hasta los 9° en las arenas muy gruesas.

## Localización y perfil

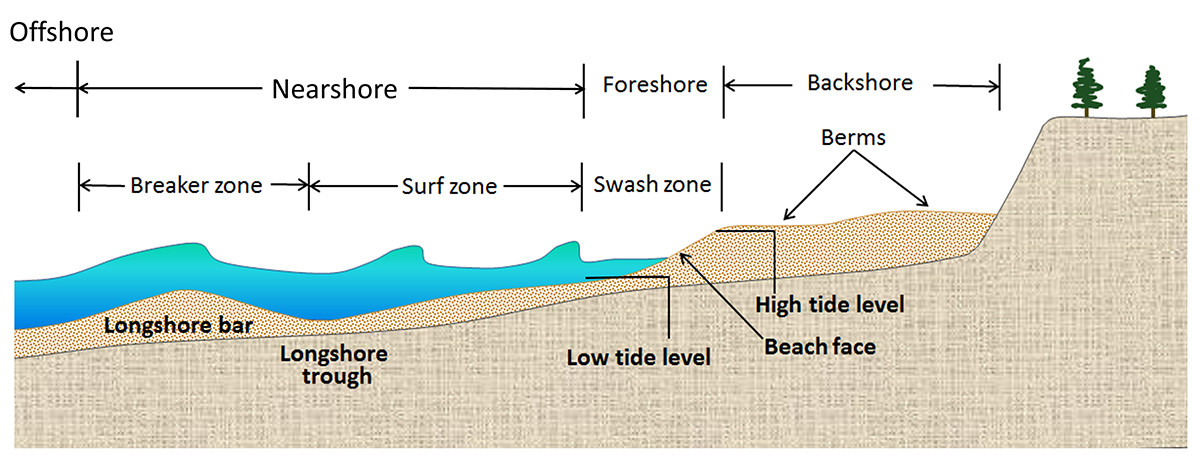
Una berma es una porción casi horizontal que permanece seca excepto durante la mareas extremadamente altas y las tormentas. La zona de baño está cubierta y expuesta alternativamente por el oleaje. El frente de la playa es la sección inclinada por debajo de la berma que está expuesta al oleaje. La línea de resaca (no mostrada aquí) es el tramo más alto de la marea diaria donde se depositan restos orgánicos e inorgánicos por la acción de las olas. Puede tener dunas de arena.

Aunque la orilla se asocia más comúnmente con la palabra playa, también se encuentran junto a lagos y a lo largo de grandes ríos.
Playa puede referirse a:
- Pequeños sistemas en los que el material rocoso se desplaza hacia la costa, mar adentro o a lo largo de la costa por la fuerza de las olas y las corrientes.
- unidades geológicas de tamaño considerable.

Las primeras se describen con detalle a continuación; las unidades geológicas de mayor tamaño se tratan en otro apartado, en barras.
Una playa tiene varias partes visibles relacionadas con los procesos que la forman. La parte que se encuentra principalmente por encima del agua (dependiendo de la marea), y que recibe la influencia más o menos activa de las olas en algún momento de la marea, se denomina berma de playa. La berma es el depósito de material que constituye la línea de costa activa. La berma tiene una "cresta" (parte superior) y una "cara", que es la pendiente que desciende hacia el agua desde la cresta. En la parte inferior de la cara puede haber una depresión y, más hacia el mar, una o varias barras litorales largas: terraplenes submarinos ligeramente elevados que se forman donde las olas empiezan a romper.
El depósito de arena puede extenderse tierra adentro desde la cresta de la berma, donde puede haber indicios de una o más crestas más antiguas (la playa de tormentas) resultantes de olas de tormenta muy grandes y más allá de la influencia de las olas normales. En algún momento, la influencia de las olas (incluso las de tormenta) sobre el material que compone la playa se detiene, y si las partículas son lo suficientemente pequeñas (tamaño de la arena o menor), los vientos dan forma a la característica. Cuando el viento es la fuerza que distribuye los granos hacia el interior, el depósito detrás de la playa se convierte en una duna.

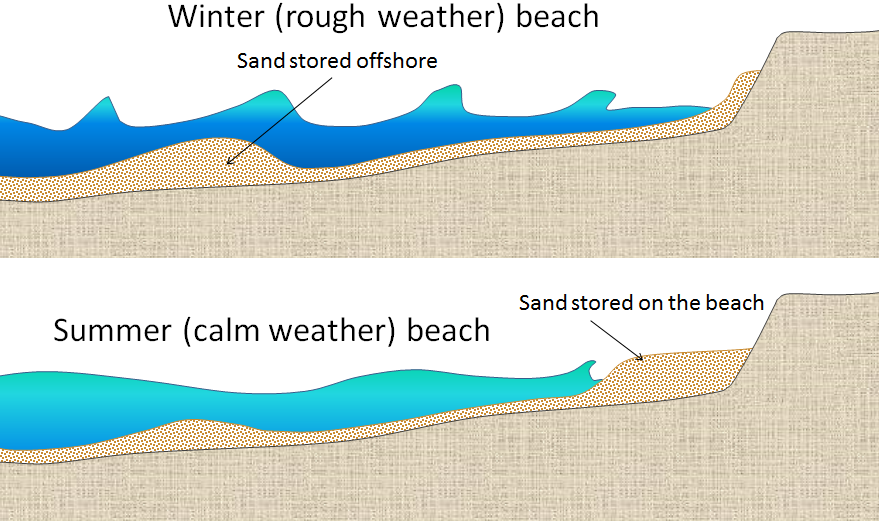
Las diferencias entre verano e invierno en las playas de las zonas donde las condiciones invernales son más duras y las olas tienen una longitud de onda más corta pero mayor energía. En invierno, la arena de la playa se almacena mar adentro.

Estas características geomórficas componen lo que se denomina perfil de playa. El perfil de la playa cambia estacionalmente debido al cambio en la energía de las olas que se experimenta durante los meses de verano e invierno. En las zonas templadas, donde el verano se caracteriza por mares más tranquilos y períodos más largos entre las crestas de las olas rompientes, el perfil de la playa es más alto en verano.  La suave acción de las olas durante esta estación tiende a transportar sedimentos playa arriba hacia la berma, donde se depositan y permanecen mientras el agua retrocede.  Los vientos de tierra lo arrastran hacia el interior formando dunas.
Por el contrario, el perfil de la playa es más bajo en la estación de las tormentas (invierno en las zonas templadas) debido a la mayor energía de las olas y a los periodos más cortos entre las crestas de las olas rompientes. Las olas de mayor energía que rompen en rápida sucesión tienden a movilizar los sedimentos de los bajíos, manteniéndolos en suspensión donde son propensos a ser arrastrados a lo largo de la playa por las corrientes litorales, o arrastrados mar adentro para formar barras litorales, especialmente si la corriente litoral se encuentra con la desembocadura de un río o una corriente de inundación.  La retirada de sedimentos de la berma de la playa y la duna disminuye así el perfil de la playa.
Si las tormentas coinciden con mareas inusualmente altas o con un fenómeno de oleaje excepcional, como una marejada o un tsunami que provoque una inundación costera significativa, el agua que retrocede puede erosionar cantidades considerables de material de la llanura costera o de las dunas situadas detrás de la berma.  Este flujo puede alterar la forma de la línea de costa, ampliar las desembocaduras de los ríos y crear nuevos deltas en las desembocaduras de los arroyos que no habían tenido suficiente fuerza para superar el movimiento de sedimentos a lo largo de la costa.
La línea que separa la playa de la duna es difícil de definir sobre el terreno. Durante un periodo de tiempo significativo, siempre hay intercambio de sedimentos entre ellas. La línea de deriva (el punto más alto del material depositado por las olas) es una posible demarcación. Este sería el punto en el que podría producirse un movimiento eólico significativo de arena, ya que las olas normales no mojan la arena más allá de esta zona. Sin embargo, es probable que la línea de deriva se desplace hacia el interior bajo el asalto de las olas de las tormentas.

## Formación

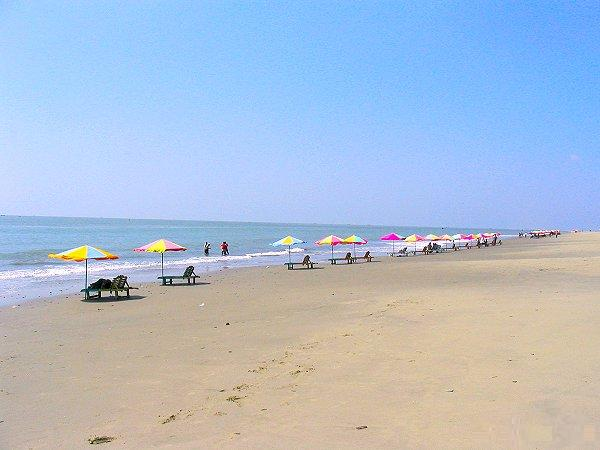
Cox's Bazar, Bangladés es una de las playas más grandes del mundo.

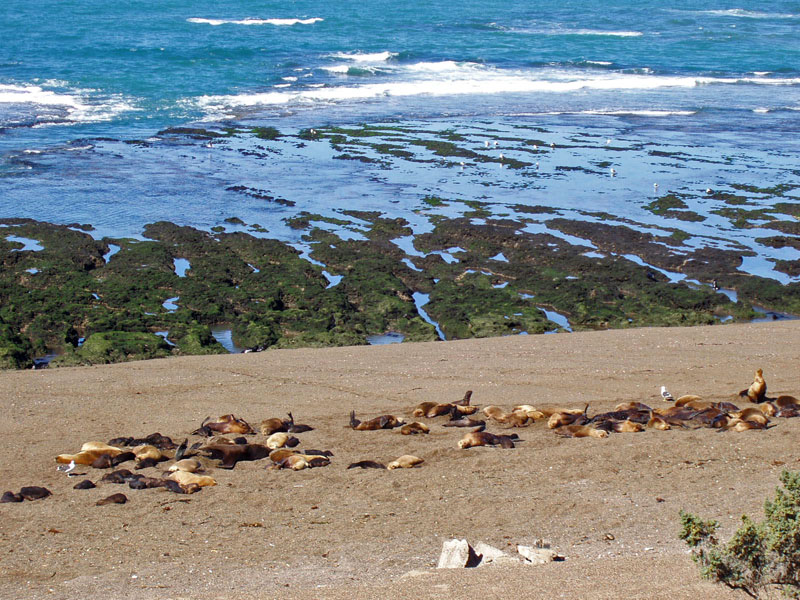
Varias de las playas de Península Valdés en la provincia de Chubut, Argentina, son playas protegidas para el apareamiento de diversos animales, incluyendo los lobos marinos.

Para que se forme una playa debe haber ciertas condiciones que lo permitan. Primero debe existir un área geomórfica que permita la acumulación de sedimentos. Segundo, debe ser mayor la acumulación o acreción de sedimentos que la erosión, ya que si la segunda es mayor, no habrá una acumulación permanente. Recordemos que toda playa ha alcanzado naturalmente un ciclo entre la acreción y erosión. Sin embargo, si se insertan nuevas variables que afecten esta relación se puede sobrepasar el límite geomórfico de la playa y desencadenar una serie de eventos que pueden llevar a la pérdida de la playa.
El tamaño del sedimento va a depender de la fuerza del oleaje en la playa. Si es una playa de alta energía, por lo general el sedimento va a ser grueso. Mientras que en playas de energía baja o media baja, los sedimentos van a ser finos y medios, aunque puedan presentar clastos debido a la acción de temporales y marejadas.
La playa es una formación geomórfica dinámica y cambiante, que está en permanente cambio. Están sujetas a cambios extraordinarios generados por la acción del oleaje, los eventos climáticos (tropicales y extratropicales), la acción del ser humano, etc. Por eso no se puede decir que se fue dos veces a la misma playa, ya que la playa de hoy es diferente de la de ayer y mañana.
El término "playa" también tiene una acepción a menudo empleada en los textos de geografía y geología para designar a los bordes fluctuantes de lagos salobres, salinos o de salares propiamente dichos. Es un término muy frecuente en México y el Oeste de los Estados Unidos. Estos lagos salinos suelen presentarse en cuencas endorreicas o depresiones de escasa profundidad donde la evaporación es muy intensa, por lo que se van acumulando las sales, al precipitarse, en el fondo de las mismas.

### Colores de la arena
La composición de la arena varía según los minerales y la geología locales. Algunos de los tipos de arena que se encuentran en las playas de todo el mundo son:
- Arena blanca: compuesta principalmente de cuarzo y piedra caliza, también puede contener otros minerales como feldespato y yeso.[7][8]
- Arena de color claro: esta arena obtiene su color del cuarzo y el hierro,[7] y es el color de arena más común en el sur de Europa[9] y otras regiones de la cuenca mediterránea, como Túnez.[7]
- Arena blanca tropical: en las islas tropicales, la arena está compuesta de carbonato de calcio proveniente de las conchas y esqueletos de organismos marinos, como corales y moluscos, como los que se encuentran en Aruba.[7]
- Arena de coral rosa: Al igual que la anterior, está compuesta de carbonato de calcio y obtiene su tonalidad rosada de fragmentos de coral, como en las Bermudas y las Bahamas.[7]
- Arena negra: La arena negra está compuesta de roca volcánica, como basalto y obsidiana, que le dan su color gris-negro.[7] La playa de Punaluu de Hawái, la Praia Formosa de Madeira y la playa de Ajuy de Fuerteventura son ejemplos de este tipo de arena.[7]
- Arena roja: este tipo de arena se crea por la oxidación del hierro de las rocas volcánicas.[8] La playa Kokkini de Santorini o las playas de la isla del Príncipe Eduardo en Canadá son ejemplos de este tipo de arena.[8]
- Arena naranja: la arena naranja tiene un alto contenido de hierro. También puede ser una combinación de piedra caliza naranja, conchas trituradas y depósitos volcánicos.[8] Ramla Bay en Gozo, Malta o Porto Ferro en Cerdeña son ejemplos de cada uno, respectivamente.[7]
- Arena verde: En este tipo de arena, el mineral olivino ha sido separado de otros fragmentos volcánicos por fuerzas erosivas.[7] Un ejemplo famoso es la playa Papakolea de Hawái, que tiene arena que contiene fragmentos de basalto y coral.[7] Las playas de olivino tienen un alto potencial de secuestro de carbono, y existen proyectos comerciales como el Proyecto Vesta que está explorando playas de arena verde artificial para este proceso.[10]

|                                                                           |
| Arena blanca y fina hecha de cuarzo puro en la playa Hayms, en Australia. |

|                                                     |
| Arena amarilla en la playa de Castelldefels, España |

|                                                                  |
| Una de las playas de arena rosa de Bermuda en el parque Astwood. |

|                                          |
| Arena negra en la playa de Ajuy, España. |

|                                                |
| Arena roja de la isla de Santorini, en Grecia. |

|                                         |
| Arena naranja en Bahía Ramla, en Malta. |

|                                                              |
| Detalle de la arena verde en la playa de Papakolea en Hawái. |

|                                                              |
| Arena gris en playas del municipio de Zandvoort, en Holanda. |

## La playa como hábitat

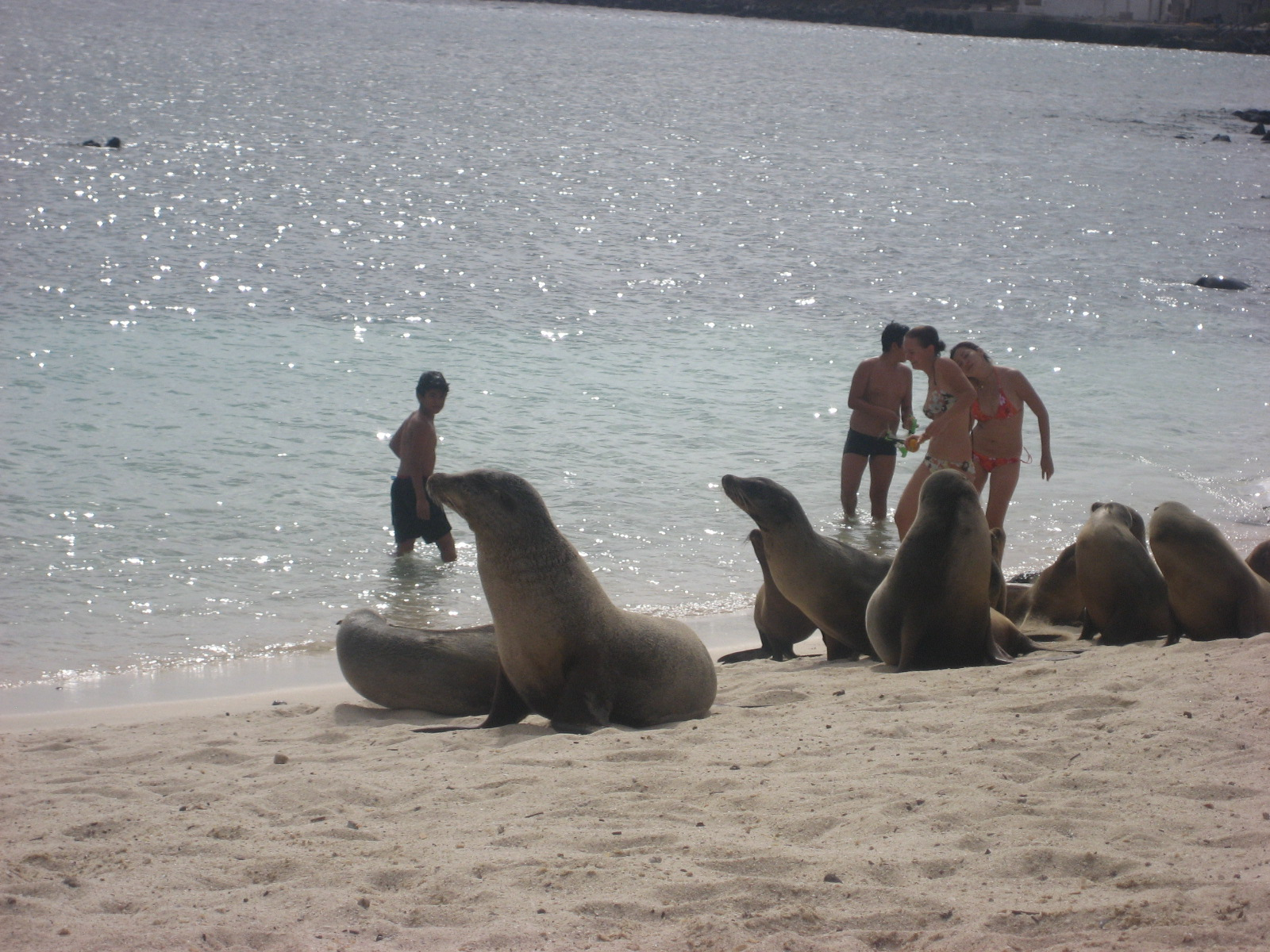
Playa en las Islas Galápagos (Ecuador).

Una playa es un entorno inestable que expone a las plantas y animales que lo habitan a condiciones dinámicas, siempre cambiantes. Sin embargo, esos patrones cíclicos diarios y estacionales proporcionan a numerosos organismos vegetales y animales fuentes de alimentación y refugio. Algunos pequeños animales hurgan en la arena y se alimentan del material depositado por las olas. Es común encontrar cangrejos, insectos y pequeños pájaros, además de otros animales migratorios y ocasionales, como las tortugas marinas, quienes depositan sus huevos en las playas.

## Playas más largas
Entre las playas más largas del mundo se encuentran:
- Playa de las ochenta millas (220 kilómetros) en el noroeste de Australia;
- Playa de Cassino (212 kilómetros) en Brasil;
- Playa de Isla del Padre (alrededor de 182 kilómetros) en el Golfo de México, Texas.
- Playa de las noventa millas, Victoria (151 kilómetros) en Victoria, Australia;
- Cox's Bazar, Bangladés (150 kilómetros ininterrumpidos);
- Playa Novillero (unos 90 kilómetros) en México.
- Playa de las noventa millas en Nueva Zelanda (88 kilómetros);
- Playa de la Isla Fraser (alrededor de 65 kilómetros) en Queensland, Australia;
- Playa Troia-Sines (63 kilómetros) en Portugal;
- Costa de Jersey, alrededor de 204 kilómetros.